# USS Detroit (CL-8)
USS Detroit (CL-8) là một tàu tuần dương hạng nhẹ thuộc lớp Omaha của Hải quân Hoa Kỳ được đưa ra phục vụ ngay sau Chiến tranh Thế giới thứ nhất. Nó là chiếc tàu chiến thứ tư của Hải quân Mỹ được đặt cái tên này, theo tên thành phố Detroit thuộc tiểu bang Michigan. Con tàu đã tiếp tục phục vụ trong Chiến tranh Thế giới thứ hai, đã có mặt tại Trân Châu Cảng khi Nhật Bản tấn công căn cứ hải quân này vào ngày 7 tháng 12 năm 1941, đã tiếp tục hoạt động cho đến hết chiến tranh tại Mặt trận Thái Bình Dương, và cũng đã có mặt trong vịnh Tokyo vào ngày 2 tháng 9 năm 1945 khi Nhật Bản đầu hàng. Nó được cho xuất biên chế và tháo dỡ vào năm 1946. Detroit được tặng thưởng sáu Ngôi sao Chiến trận do thành tích phục vụ trong Thế Chiến II.

## Thiết kế và chế tạo
Detroit được đặt lườn vào ngày 10 tháng 10 năm 1920 bởi hãng đóng tàu Bethlehem Shipbuilding Corporation tại Quincy, Massachusetts. Nó được hạ thủy vào ngày 29 tháng 6 năm 1922, được đỡ đầu bởi cô M. Couzens, con gái Thị trưởng thành phố Detroit James J. Couzens, và được cho nhập biên chế vào ngày 31 tháng 7 năm 1923 dưới quyền chỉ huy của hạm trưởng, Đại tá Hải quân J. Halligan, Jr.

## Lịch sử hoạt động

### Giữa hai cuộc thế chiến
Sau chuyến đi chạy thử máy đến Địa Trung Hải, Detroit gia nhập Hạm đội Tuần tiễu để thực tập và cơ động dọc theo bờ Đông Hoa Kỳ và tại Địa Trung Hải. Trong tháng 9 và tháng 10 năm 1924, nó hoạt động tuần tiễu cứu hộ phục vụ cho chuyến bay thử nghiệm vòng quanh thế giới của Lục quân, rồi hoạt động như là soái hạm của Tư lệnh Hải đội Tuần dương nhẹ cho đến ngày 23 tháng 11. Sau khi được đại tu tại Boston, nó lên đường vào ngày 2 tháng 2 năm 1925 đi sang khu vực bờ Tây Hoa Kỳ thực hành cơ động hạm đội dọc theo bờ biển và tại vùng biển Hawaii; nó cùng với Hạm đội Tuần tiễu quay trở về Boston vào ngày 10 tháng 7.
Hoạt động như là soái hạm của Tư lệnh Hải đội Tuần dương nhẹ 3 từ tháng 7 năm 1925 đến tháng 3 năm 1926 và từ tháng 7 đến tháng 12 năm 1926, Detroit tiếp tục tham gia các cuộc cơ động và tập trận Vấn đề Hạm đội dọc theo bờ Đông và tại vùng biển Caribbe. Từ tháng 3 đến tháng 4 năm 1927, nó tuần tra ngoài khơi bờ biển Nicaragua để bảo vệ những quyền lợi của Hoa Kỳ trong những vụ xáo trộn chính trị tại đây.
Detroit lên đường từ Boston vào ngày 16 tháng 6 như là soái hạm của Tư lệnh Lực lượng Hải quân Hoa Kỳ tại Châu Âu. Nó thực hiện những cuộc viếng thăm hữu nghị đến nhiều cảng tại châu Âu, Bắc Phi và Trung Đông, được viếng thăm chính thức bởi vua các nước Na Uy, Đan Mạch và Tây Ban Nha cũng như Tổng thống Nhà nước Ái Nhĩ Lan Tự do. Nó cũng đã đưa Ngoại trưởng Frank B. Kellogg trong chuyến đi giữa Ireland và Pháp cho các cuộc hội đàm vốn đã đưa đến việc ký kết Hiệp ước Hòa bình Kellogg-Briand một năm sau đó.
Chiếc tàu tuần dương quay trở về Norfolk, Virginia vào ngày 12 tháng 9 năm 1928, để hoạt động cùng với Hạm đội Tuần tiễu, phục vụ như là soái hạm của Tư lệnh Hải đội Tuần dương nhẹ từ ngày 6 tháng 7 năm 1929 đến ngày 29 tháng 9 năm 1930. Vào tháng 1 năm 1931, nó lên đường cho một cuộc tập trận hạm đội phối hợp ngoài khơi Balboa, rồi trở thành soái hạm của Tư lệnh Hải đội Khu trục thuộc Lực lượng Chiến trận vào ngày 19 tháng 3 năm 1931, đặt căn cứ tại San Diego, California. Vào năm 1931, Đại tá Nathan Post nhận quyền chỉ huy con tàu. Các hoạt động của Detroit bao gồm thực hành dọc theo bờ Tây Hoa Kỳ và cơ động đến các vùng biển Alaska và Hawaii. Ngoại trừ một cuộc tập trận Vấn đề Hạm đội được tổ chức tại Đại Tây Dương vào năm 1934, nó ở lại khu vực Thái Bình Dương cùng với Lực lượng Chiến trận, hoạt động từ căn cứ của nó tại San Diego.

### Chiến tranh Thế giới thứ hai
Vào năm 1941, Detroit chuyển cảng nhà đến Trân Châu Cảng. Nó đang neo đậu tại căn cứ cùng với tàu tuần dương chị em Raleigh và thiết giáp hạm Utah khi Nhật Bản bất ngờ tấn công vào ngày 7 tháng 12. Hai chiếc tàu kia đã gánh chịu toàn bộ áp lực tấn công của sáu chiếc máy bay ném ngư lôi, và cho dù phải chịu đựng nhiều đợt càn quét bắn phá, Detroit đã có thể lên đường an toàn và dựng một hàng hỏa lực phòng không vốn đã bắn trúng nhiều máy bay. Nó được lệnh lên đường ngay lập tức để điều tra tình hình về phía Tây đảo Oahu cho mọi dấu hiệu của một cuộc đổ bộ của quân Nhật, rồi sau đó tham gia vào việc tìm kiếm lực lượng Nhật đang rút lui.
Quay trở về Trân Châu Cảng vào ngày 10 tháng 12, Detroit đảm trách nhiệm vụ hộ tống vận tải cho việc đi lại giữa cảng nhà và bờ Tây Hoa Kỳ. Trong một lần như vậy, nó đã tiếp nhận 9 tấn Anh (9,1 t) vàng và 13 tấn Anh (13 t) bạc từ tàu ngầm Trout, vốn đã cho di tản chúng khỏi Corregidor, và bàn giao lại cho Ngân khố Hoa Kỳ tại San Francisco. vào tháng 9 năm 1942, Detroit hộ tống hai đoàn tàu vận tải đi đến Pago Pago, Samoa, và đã cứu vớt đội bay của một thủy phi cơ PBY Catalina bị bắn rơi trong một chuyến đi như vậy.
Detroit lên đường từ San Francisco vào ngày 10 tháng 11 năm 1942 để đi đến Kodiak, Alaska đảm nhiệm vai trò soái hạm cho Tư lệnh Đội đặc nhiệm 8.6, và đã tuần tra tại khu vực giữa các đảo Adak và Attu ngăn ngừa đối phương xâm nhập sâu thêm vào quần đảo Aleut. Vào ngày 12 tháng 1 năm 1943, nó hỗ trợ cho cuộc đổ bộ không bị kháng cự lên Amchitka để thiết lập một căn cứ nhằm cắt đứt đường giao thông của quân Nhật, và sau khi được sửa chữa tại Xưởng hải quân Puget Sound, Bremerton trong tháng 2 và tháng 3, chiếc tàu tuần dương quay trở lại nhiệm vụ tuần tra ngăn chặn các đoàn tàu tăng cường của quân Nhật tìm cách đến được các cứ điểm trên đảo Kiska và Attu. Trong tháng 4, nó bắn phá vịnh Holtz và cảng Chicago tại Attu, rồi quay trở lại vào tháng tiếp theo trong nỗ lực phối hợp tấn công và chiếm đóng hòn đảo này. Sang tháng 8, dưới quyền chỉ huy của Đại tá H. G. Sickel, chiếc tàu tuần dương tham gia bắn phá Kiska, rồi hỗ trợ cho cuộc đổ bộ vào ngày 15 tháng 8, vốn cho thấy lực lượng Nhật Bản trú đóng trên đảo đã được cho bí mật triệt thoái trước đó.
Detroit ở lại vùng biển Alaska cho đến năm 1944 hoạt động hỗ trợ cho các căn cứ phía Tây quần đảo Aleut. Trong tháng 6, nó hoạt động cùng với Lực lượng Đặc nhiệm 94 trong việc bắn phá các căn cứ trên bờ thuộc quần đảo Kurile. Nó khởi hành từ Adak vào ngày 25 tháng 6, và sau khi được sửa chữa tại Bremerton, đã đi đến Balboa, Panama vào ngày 9 tháng 8 để phục vụ như là soái hạm tạm thời của Lực lượng Đông Nam Thái Bình Dương. Nó tiến hành tuần tra dọc theo bờ biển phía Tây của Nam Mỹ cho đến tháng 12.
Rời San Francisco vào ngày 16 tháng 1 năm 1945, Detroit đi đến Ulithi vào ngày 4 tháng 2 để phục vụ cùng Đệ Ngũ hạm đội. Nó hoạt động như là soái hạm của đội tiếp tế phục vụ lực lượng đặc nhiệm tàu sân bay nhanh cho đến khi chiến tranh kết thúc, và đã tiến vào vịnh Tokyo ngày 1 tháng 9. Detroit là một trong số hai tàu chiến, chiếc kia là thiết giáp hạm West Virginia, đã hiện diện tại Trân Châu Cảng vào ngày 7 tháng 12 năm 1941 cũng như tại vịnh Tokyo ngày 2 tháng 9 năm 1945 vào lúc Nhật Bản ký kết văn kiện đầu hàng. Detroit tiếp tục chỉ đạo việc tiếp liệu cho hải quân của lực lượng chiếm đóng, cũng như trong việc hồi hương binh lính Nhật từ các căn cứ suốt Thái Bình Dương trở về chính quốc. Nó rời vịnh Tokyo vào ngày 15 tháng 10 quay trở về Hoa Kỳ cùng với quân nhân đã phục vụ trên tàu được hồi hương, như một phần của Chiến dịch Magic Carpet.
Detroit được cho ngừng hoạt động tại Philadelphia vào ngày 11 tháng 1 năm 1946, và bị bán để tháo dỡ vào ngày 27 tháng 2 cùng năm đó.

## Phần thưởng
Detroit được tặng thưởng sáu Ngôi sao Chiến trận do thành tích phục vụ trong Thế Chiến II.
|                           |             |  |
|                           | Bronze star |  |
| Silver star · Bronze star |             |  |

| Dãi băng Hoạt động Tác chiến                                            | Dãi băng Hoạt động Tác chiến                                  | Huân chương Viễn chinh Hải quân                               | Huân chương Viễn chinh Hải quân         |
| Huân chương Chiến dịch Nicaragua thứ hai                                | Huân chương Phục vụ Phòng vệ Hoa Kỳ với 1 Ngôi sao Chiến trận | Huân chương Phục vụ Phòng vệ Hoa Kỳ với 1 Ngôi sao Chiến trận | Huân chương Chiến dịch Hoa Kỳ           |
| Huân chương Chiến dịch Châu Á-Thái Bình Dương với 6 Ngôi sao Chiến trận | Huân chương Chiến thắng Thế Chiến II                          | Huân chương Chiến thắng Thế Chiến II                          | Huân chương Phục vụ Chiếm đóng Hải quân |